# Angiosarcoma
L'angiosarcoma, o emoangiosarcoma, o emoangioendotelioma maligno è un sottotipo di sarcoma e consiste in un tumore maligno dell'endotelio. L'angiosarcoma è un termine generale che in realtà comprende diverse patologie per cui in taluni studi si parla di angiosarcomi come "famiglia" di tumori endoteliali, comprendente il linfoangiosarcoma ed il glomangiosarcoma.
Si tratta di una patologia alquanto rara: secondo statistiche degli Stati Uniti, gli angiosarcomi costituirebbero soltanto un 1% circa di tutti i sarcomi dei tessuti molli, con quota di circa 2-3 casi per milione di abitanti. Nel mondo, la percentuale è più o meno simile; si nota però un picco di incidenza di 2,5 casi ogni mille persone esposte professionalmente al cloruro di vinile.

## Ipotesi su cause e fattori di rischio
Come già anticipato nell'introduzione, si suppone che l'insorgenza dell'angiosarcoma possa essere fortemente favorita da significativa esposizione al cloruro di vinile monomero (in particolare, nella produzione del suo polimero PVC, del quale si sospetta la pericolosità perché utilizzato nell'impiantistica idraulica civile e, insieme al polietilene, nel confezionamento alimentare), ma anche all'arsenico (attraverso l'uso in agricoltura ed il residuo in alimenti) o al radioattivo diossido di torio (contenuto nel Thorotrast, una volta usato in radiologia come mezzo di contrasto); anche le radiazioni sono considerate fattore altamente influente, se non come causa iniziale, almeno nell'accelerazione del male. Per questo motivo anche la radioterapia è annoverata tra le possibili cause dell'insorgenza della malattia.
In alcuni casi si ritiene che l'angiosarcoma possa svilupparsi per precedenti interventi chirurgici di natura oncologica, ad esempio dopo mastectomia effettuata per altri generi di tumore, mentre per altri interventi non oncologici l'eventualità di una correlazione è considerata ancora non del tutto provata (nel 2002 erano noti solo dodici casi dopo trapianto di rene).
L'insorgenza di angiosarcoma come degenerazione di altre forme tumorali benigne dell'apparato vascolare è considerata un'ulteriore eccezionalità nella già rarefatta storia di questa patologia e se ne conoscono solo una ventina di casi.

## Azione ed effetti prognostici
L'angiosarcoma si forma in genere nei tessuti molli e nella pelle, ma vi sono casi di sviluppo nelle ossa, nel fegato, nella milza o anche nel cuore; per quanto oggetto di studio, non risultano ad oggi relazioni fra gli angiosarcomi ed altri tipi di tumore dei tessuti molli. In particolare, nel caso di affezione della mammella, non si ha nozione di eventuale relazione con il carcinoma mammario, per quanto siano noti diversi casi di errori diagnostici dovuti ad alcune similarità di effetti. Sebbene ulteriormente eccezionale, l'argiosarcoma può colpire anche la mammella maschile.
La mortalità è estremamente elevata: una tempestiva scoperta potrebbe scongiurare prognosi infauste, ma la natura stessa del tumore, che si rivela solo a stadi avanzati, è quasi sempre di ostacolo al rapido riconoscimento del suo sviluppo, che in genere non è accompagnato da sintomatologia significativa. Ad esempio, per le donne, l'angiosarcoma della mammella sfugge alla palpazione sino ad uno sviluppo ormai eccessivo ed anche negli esami di routine è difficile distinguere tempestivamente le formazioni filamentose dalle simili formazioni innocue che vi si sviluppano ordinariamente.
Lo sviluppo della patologia e la sua diffusione nel corpo sono in genere molto rapidi.
Il decorso della malattia comprende in genere vasti fenomeni emorragici, in particolare nella forma dell'emorragia interna, con frequenti ristagni.
A causa del particolare tipo di danni provocati, il decorso è in genere gravemente doloroso e deve essere accompagnato da opportuna terapia del dolore e da appropriati conforti psicologici: è di grande importanza una costante presenza dei familiari.
L'assistenza clinica è nella maggior parte dei casi necessariamente ospedaliera per le possibili sovrapposizioni di complicanze e per una soddisfacente sedazione del dolore, rendendo sconsigliabile quella domiciliare nelle fasi acute.
L'esito infausto può dipendere da cedimento strutturale o funzionale di organi interni e, salvo compromissione cerebrale, le ultime fasi sono in genere percorse dal paziente in lucidità. I danni ossei conducono spesso all'irreparabile immobilizzazione al principio della fase terminale, sebbene il trattamento antidolorifico (per lo più morfina ed oppiacei) consenta spesso qualche minima mobilità. Il farmaco più usato è il tramadolo, adeguato alle condizioni soggettive.

## Le cure e le ricerche
Considerata la rarità di questa patologia, è consigliabile che il paziente si rivolga in un centro ad alta specializzazione in Sarcoma, come ad esempio i centri IRCSS.
La cura dell'angiosarcoma si fonda principalmente sulla radioterapia e sulla chemioterapia. Si discute sull'opportunità della radioterapia, dato che l'irradiazione è considerata un fattore favorente, se non proprio la causa della malattia, e che i risultati ottenuti potrebbero essere annullati dall'eventuale insorgenza di nuovi focolai.
La chemioterapia (i cui protocolli sono ovviamente da tarare caso per caso) è in genere basata, nei casi più comuni, su derivati dell'adriamicina (e con bifosfonati per contrastare l'osteolisi). La risposta alle terapie è tuttavia bassa, anche a causa del peso degli effetti collaterali dei trattamenti, aggravati da frequente condizione anemica e trombocitopenica.
La chirurgia interviene nell'asportazione delle evidenze, potendo offrire risposte di qualche efficacia sempre nel limite della tempestività di riconoscimento della patologia. Durante il decorso la chirurgia può intervenire per la soluzione di ristagni (attraverso la rimozione dei depositi e l'allestimento di drenaggi) o altre complicanze, ad esempio di localizzazione intestinale.
Lo studio delle possibili azioni cliniche va approfondendosi sul versante del contrasto dell'angiogenesi e vi sono sperimentazioni in questo senso, anche per verificare eventuali vantaggi nell'impiego di talidomide.

## Differenziazione delle varietà
La distinzione fra le varietà dipende principalmente dal tessuto originariamente attinto e nel quale avviene il primo sviluppo.

### Angiosarcoma della mammella
Pur essendo il più comune tra i sarcomi della mammella, è una neoplasia rara, costituendo meno dell'1% dei carcinomi mammari. Origina dall'endotelio dei vasi sanguigni e può essere primitivo o secondario a pregressa radioterapia mammaria (più frequente). Tra il 6 e il 12% degli angiosarcomi mammari sono diagnosticati durante la gravidanza o immediatamente dopo, suggerendo un ruolo ormonale.
La diagnosi è istologica, essendo la mammografia poco sensibile per questo sottotipo. Per tale ragione la presentazione clinica più frequente è quella di una massa palpabile, spesso >4 cm.
La terapia è eminentemente chirurgica, più spesso mastectomia totale. Non c'è indicazione alla biopsia del linfonodo sentinella né alla dissezione ascellare: la disseminazione per via ematica è la regola. La radioterapia ha poche indicazioni. La chemioterapia si è dimostrata migliorare la sopravvivenza nelle lesioni di alto grado e negli stadi metastatici.